# Strandliden

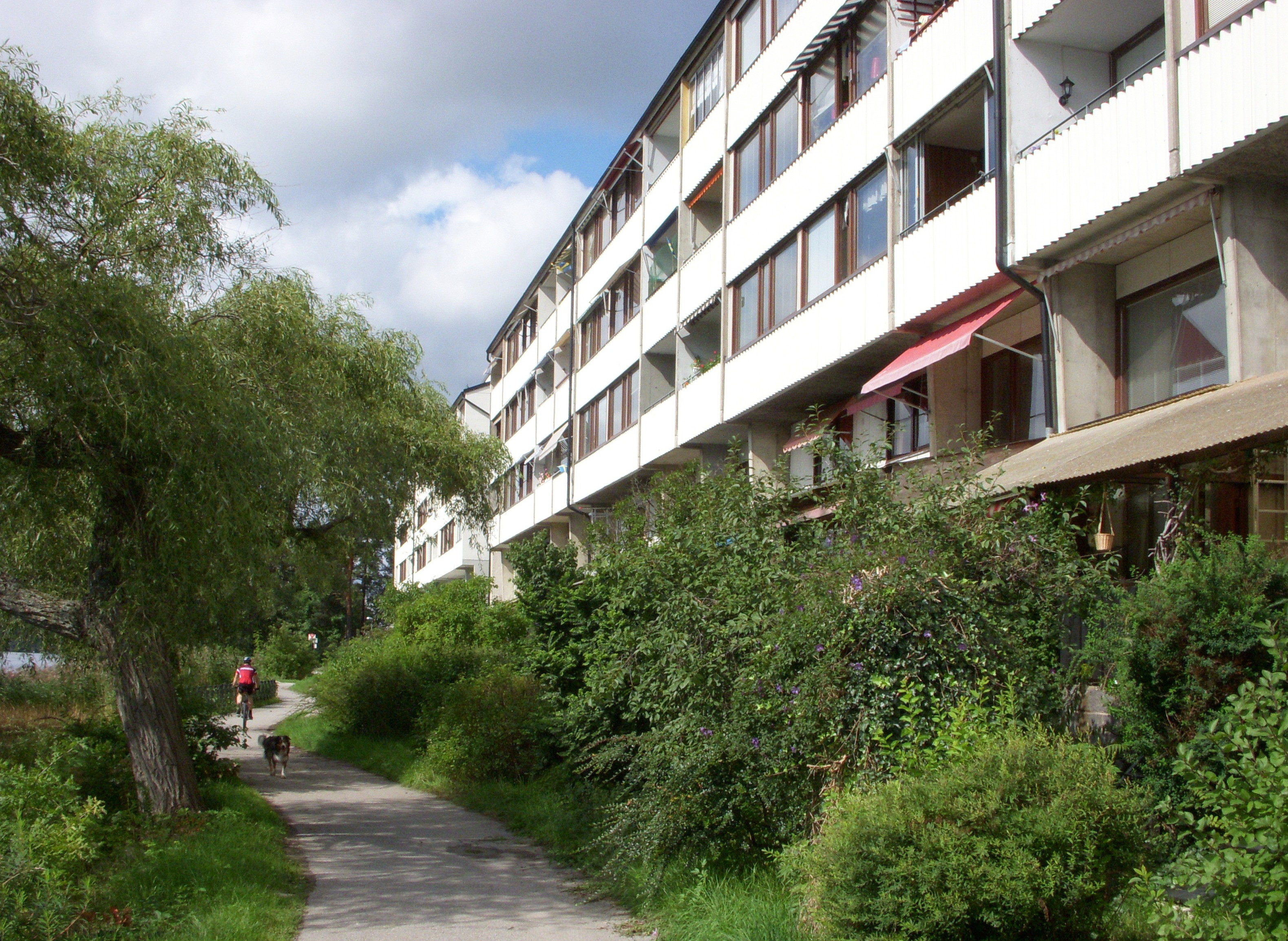
Strandlidens strandpromenad vy västerut, oktober 2010.

Strandliden är ett bostadsområde och en gata i stadsdelen Hässelby strand i Västerort i Stockholm. Bebyggelsen består av 16 lamellhus fördelade på fem fastigheter som uppfördes under 1950-talets andra hälft. Området är grönmärkt av Stadsmuseet i Stockholm, vilket innebär att bebyggelsen anses vara ”särskilt värdefull från historisk, kulturhistorisk, miljömässig eller konstnärlig synpunkt”.

## Historik

### Planeringen

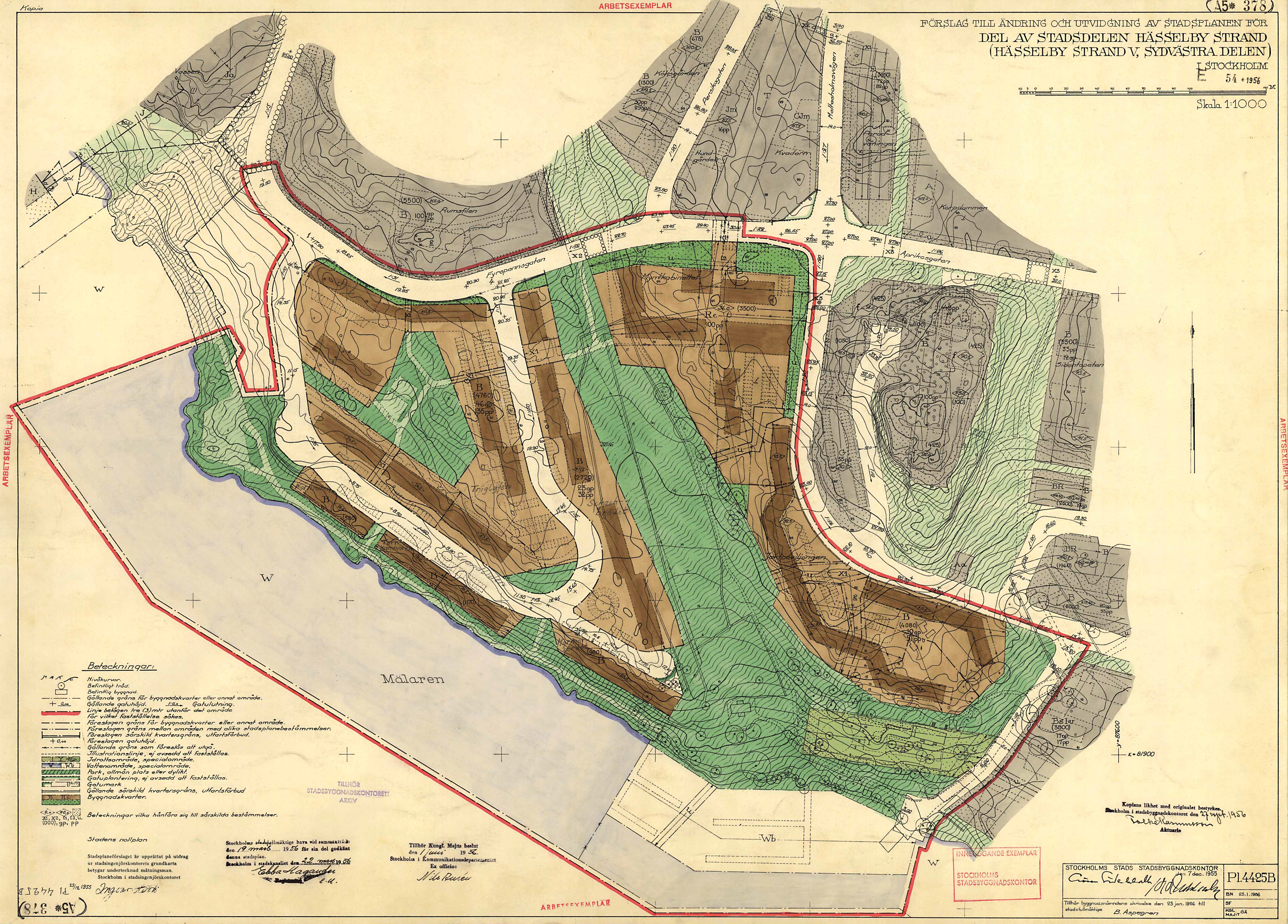
Stadsplanen från 1956.

Stadsplanen för området fastställdes i januari 1956. I den fastslogs att bebyggelsen skulle betjänas av en gatuslinga (senare benämnd Strandliden) som i sin nedre del är belägen cirka åtta meter över Mälarens vattenyta. På utsidan av denna gata skulle förläggas bostadshus och närmast stranden skulle ett gångstråk hållas öppet nedanför byggnaderna. Här tillämpade stadsplanerarna  (Sven Markelius, Torsten Westman och Göran Sidenbladh) ett nytt grepp, nämligen att inte reservera strandområdet för friluftslivet utan man lät bebyggelsen få närkontakt med strandområdet med enbart en allmän strandpromenad emellan.
Strandliden beskrevs 1954 i Stockholms Förstadsblad: ”Området kommer att få ett mycket vackert läge vid Mälaren. Det är starkt kuperat och bergigt. Meningen är att man skall kunna gå utefter stranden på en kajgata avsedd enbart för gångtrafik.”

### Genomförandet
Beställare och byggmästare var Svenska Bostäder som 1956 anlitade arkitektkontoret Curman & Gunnartz (Jöran Curman och Nils Gunnartz) att formge bebyggelsen. Sven Tyrén fick uppdraget att konstruera husen och strandområdet gestaltades efter ritningar av stadsträdgårdsmästaren Holger Blom.
Byggnaderna består huvudsakligen av trevåningslängor som uppfördes i kvarteren Triglyfen, Kornischen, Tornkammaren, Schackbrädet och Marmorbordet på en sydvästsluttning mot Mälaren. Byggnaderna på fastigheterna Kornischen 1, Tornkammaren 1 och Marmorbordet 1 ligger alldeles intill strandkanten. Där har husens nedre suterrängvåningar utformats som ateljélägenheter i två plan med uteplats, totalt omkring 22 konstnärsbostäder.  Hit flyttade en lång rad av samtidens mer kända konstnärer, bland dem Inga Bagge, Bengt Blomgren, Sune Fogde, Brittmari Jacobson, Georg Kaplja, Olle Lindgren, Arne Scheding och Susanne Sylwan.

Historiska bilder
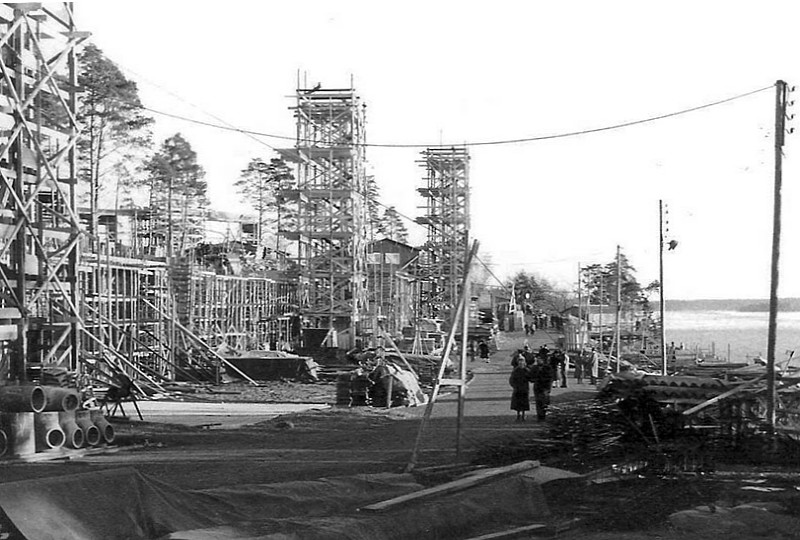
Husen närmast Mälaren under uppförande, 1956.
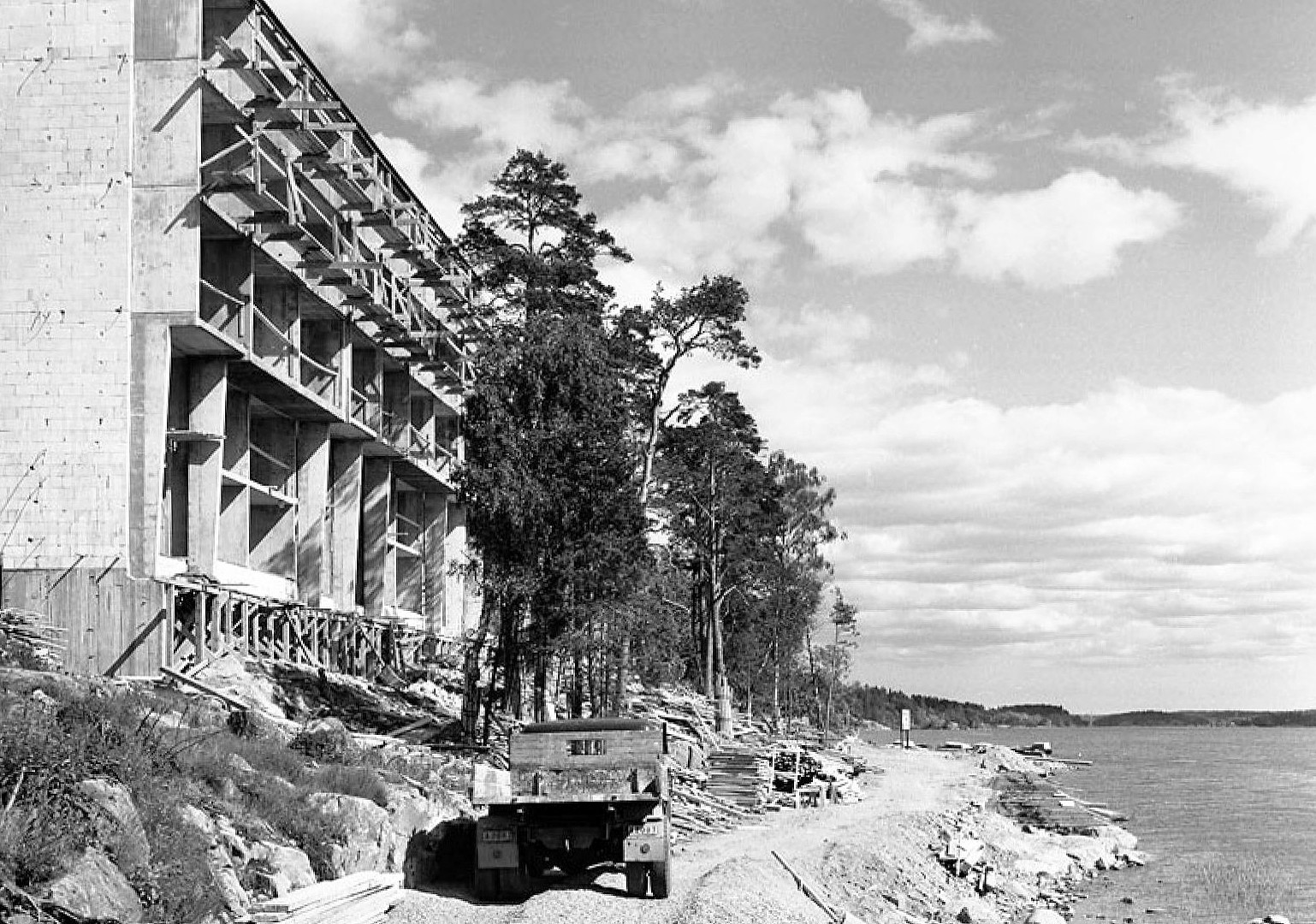
Husen närmast Mälaren under uppförande, 1957.
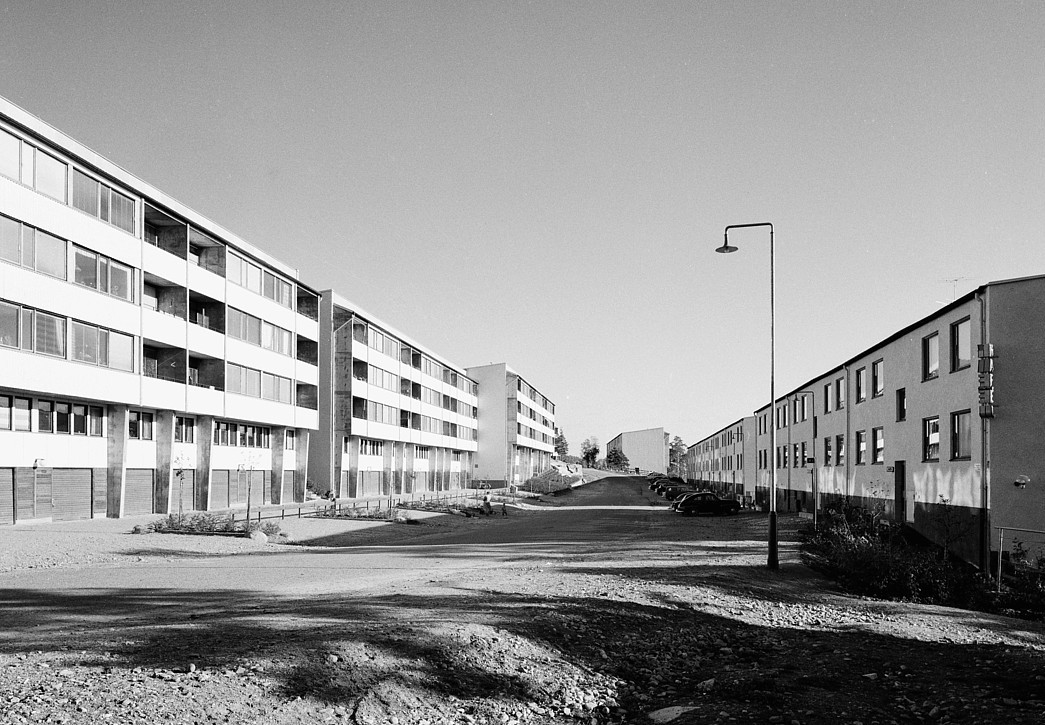
Strandlidens södra sträckning, 1958.
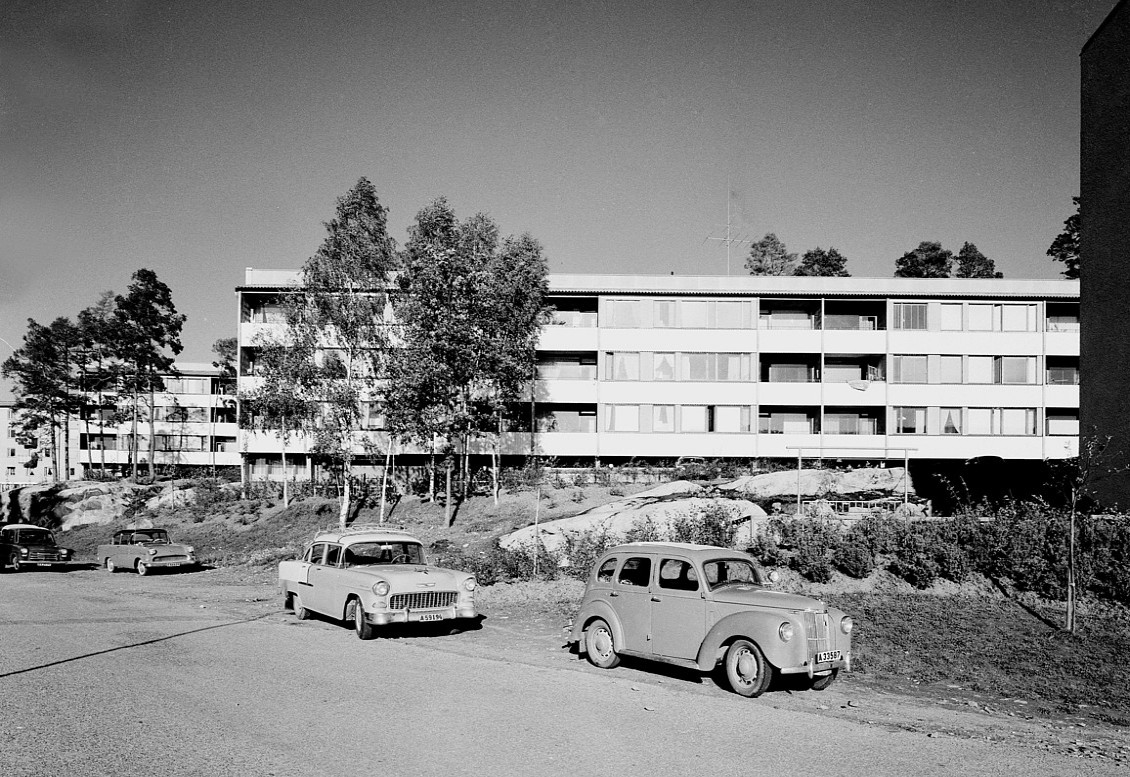
Strandlidens västra sträckning, 1958.
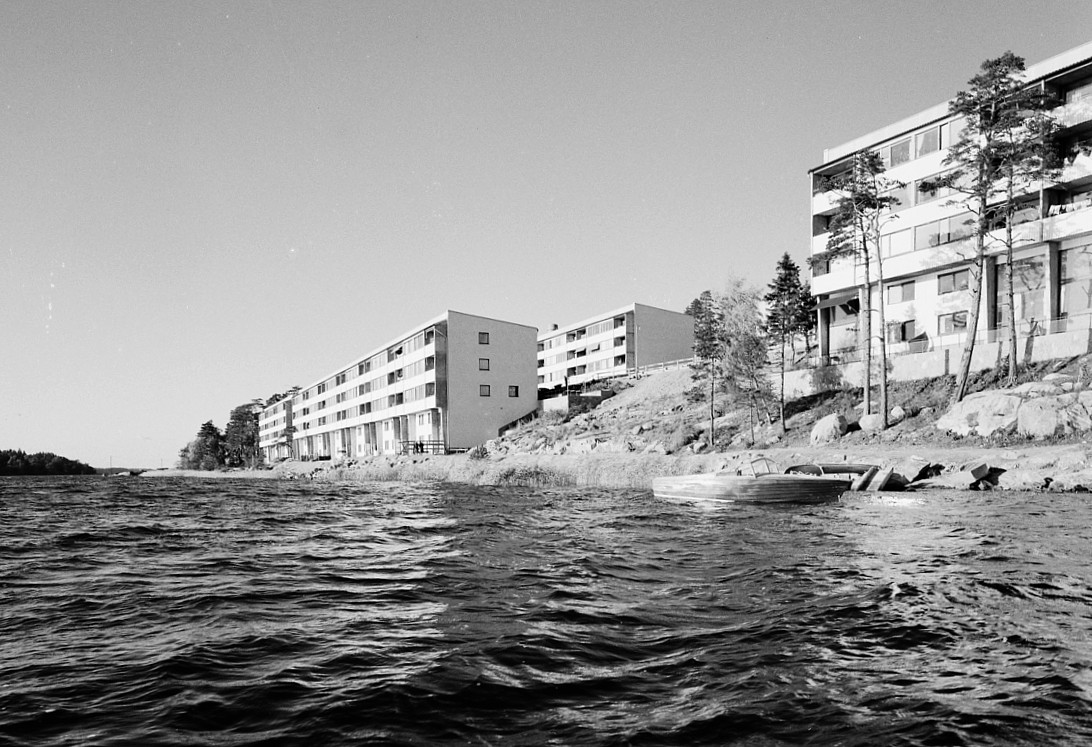
Fasaderna mot Mälaren, 1958.

### Konstruktion

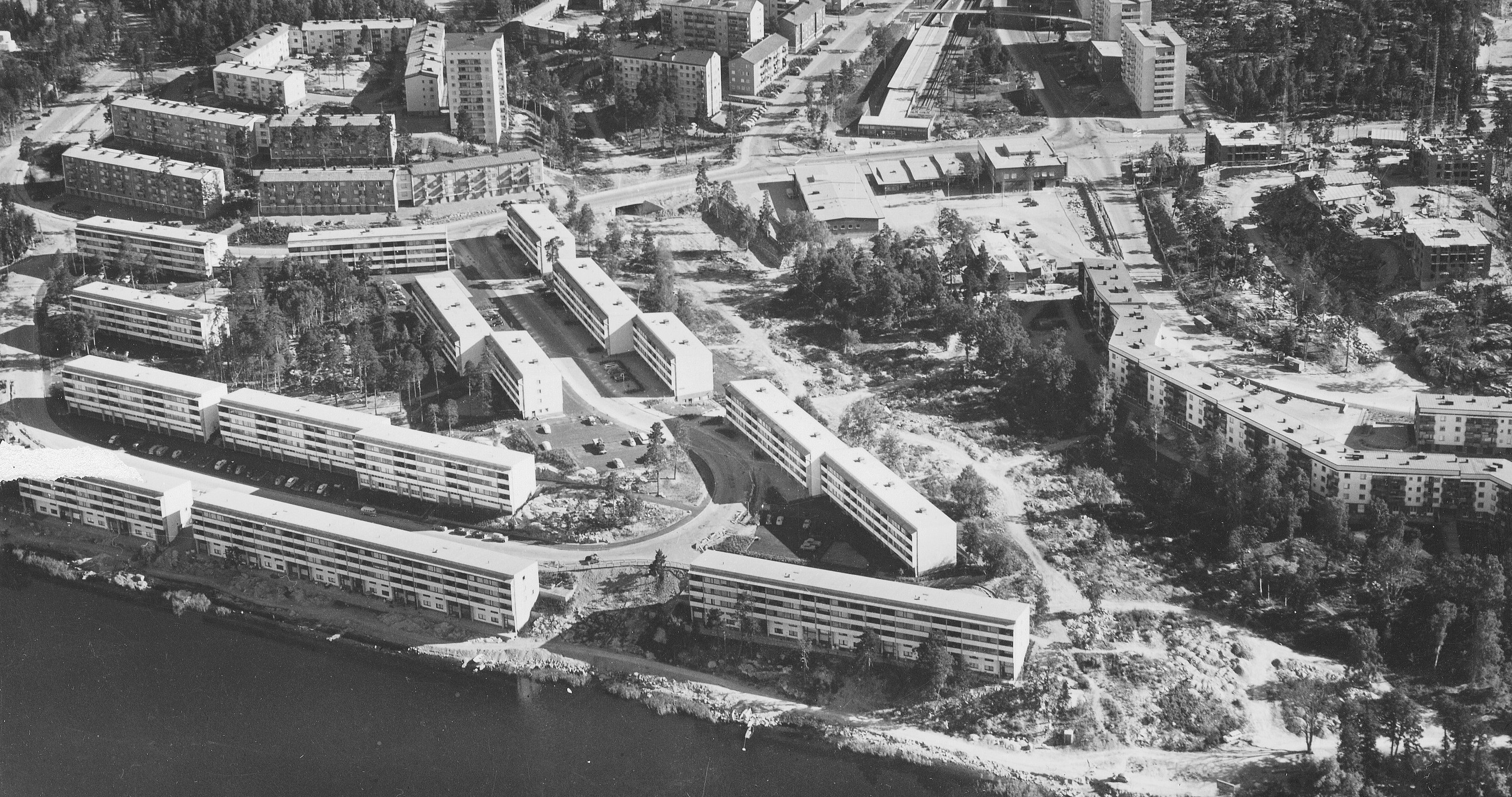
Strandliden från luften 1957.

Husens arkitektur och konstruktion är ett exempel för övergångstiden mellan folkhemsarkitektur och den annalkande mera storskaliga byggproduktionen som kännetecknade miljonprogrammet. Byggnaderna uppfördes i moderna material med bärande betongväggar och gavlar samt fasader av platsgjuten betong mot öster och norr och med utvändig isolering av lättbetong. Fasaderna mot söder och väster består av lätta utfackningsväggar med stomme av träreglar och ytbeklädnad av vågkorrugerade eternitskivor, som även förekommer i balkongfronterna. På vissa fastigheter är eternitskivorna numera utbytta till trapetskorrugerad plåt. Balkongerna utfördes indragna  i ett utskjutande fasadparti, med sidoväggar av betongelement, uppburna av betongelementkonsoler som sträcker sig ned till mark. I flera längor anordnades garageplatser under husen.

### Planlösning
Köket kunde nås både från hallen och från vardagsrummet. Kök, badrum och separat toalett samlade arkitekterna effektiv i en grupp tillsammans med grannlägenhetens spegelvända kök, badrum och toalett. Det besparade långa ledningsdragningar. Köken fick en generös matplats med fönster från vägg till vägg. Från matplatsen nådde man det fönsterlösa badrummet. Den planlösningen var ny och kom att bli närapå standard i svenska kök under 1960-talet. Strandlidens drygt 300 bostäder blev inflyttningsklara 1957. Idag äger Svenska bostäder fortfarande fastigheterna Kornischen, Triglyfen och Schackbrädet vars lägenheter upplåts som hyresrätter. Övriga fastigheter är omvandlade till bostadsrätter.

### Ny bebyggelse
Strandlidens bebyggelse utökades 2018 med ett nytt punkthus i kvarteret Triglyfen. Huset uppfördes efter ritningar av Lindberg Stenberg arkitekter på uppdrag av Svenska bostäder, det har 16 våningar och innehåller 61 lägenheter.

Nutida bilder
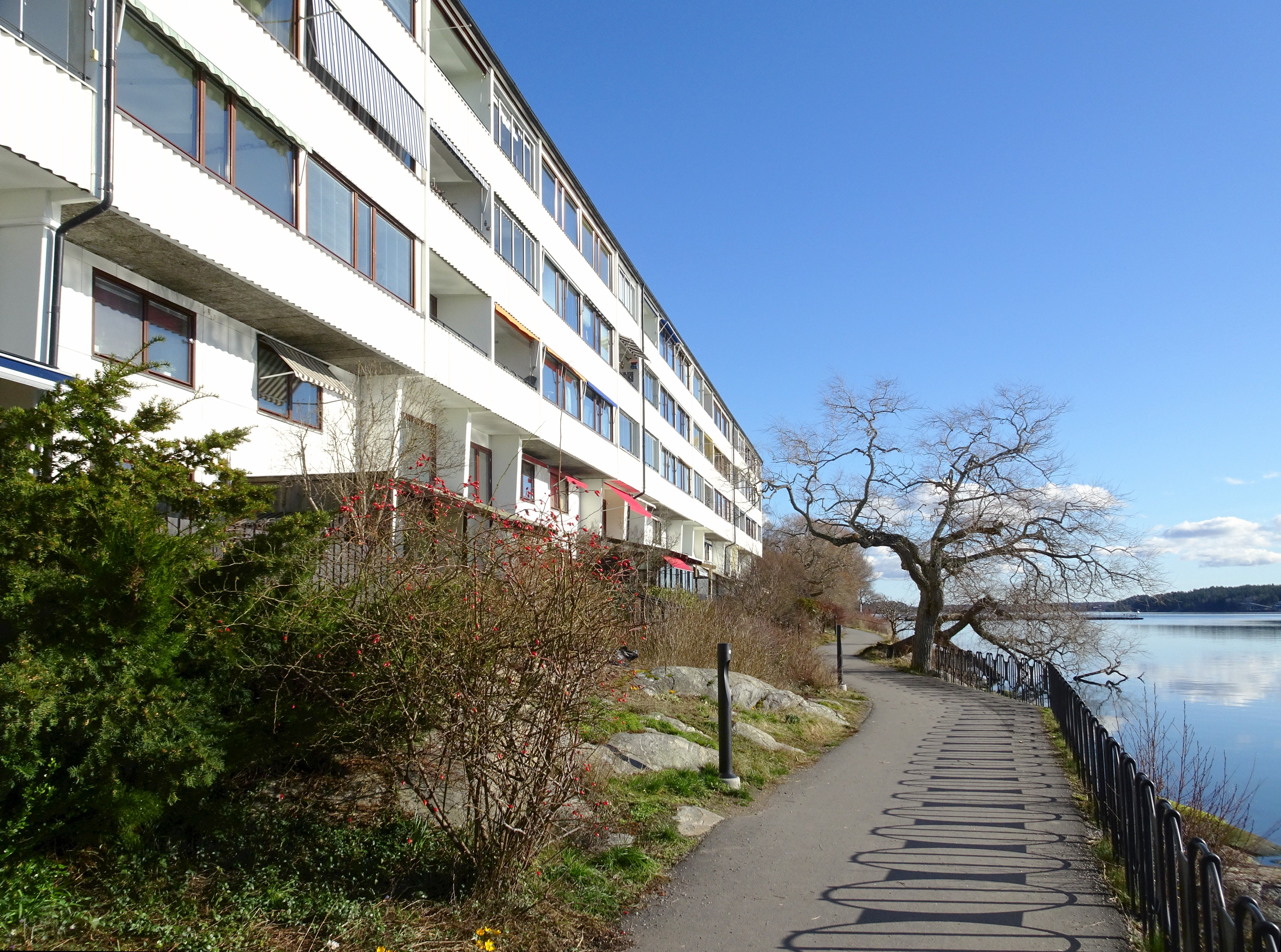
Kvarteret Tornkammaren, österut.
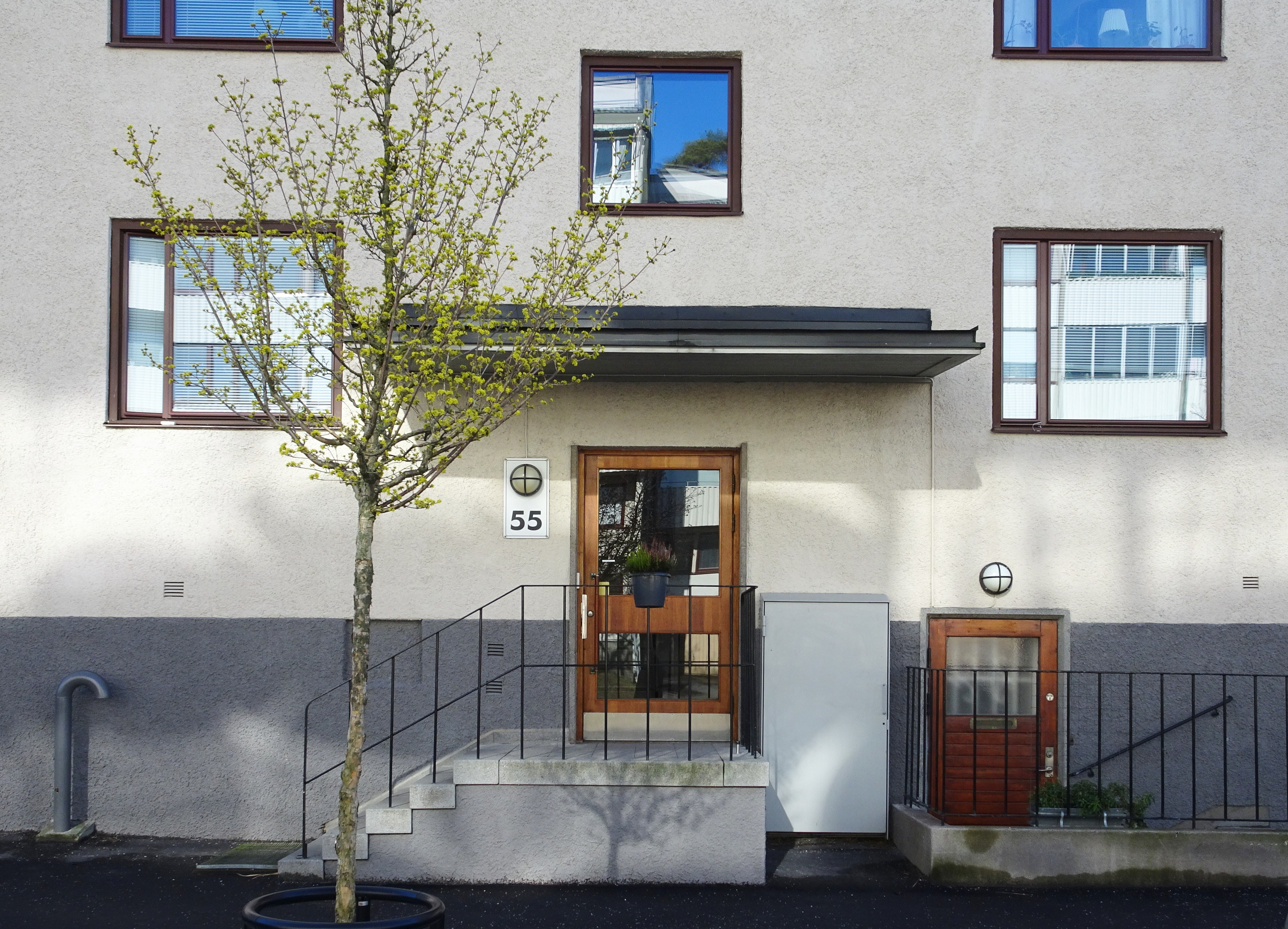
Kvarteret Tornkammaren, entré nr 55.
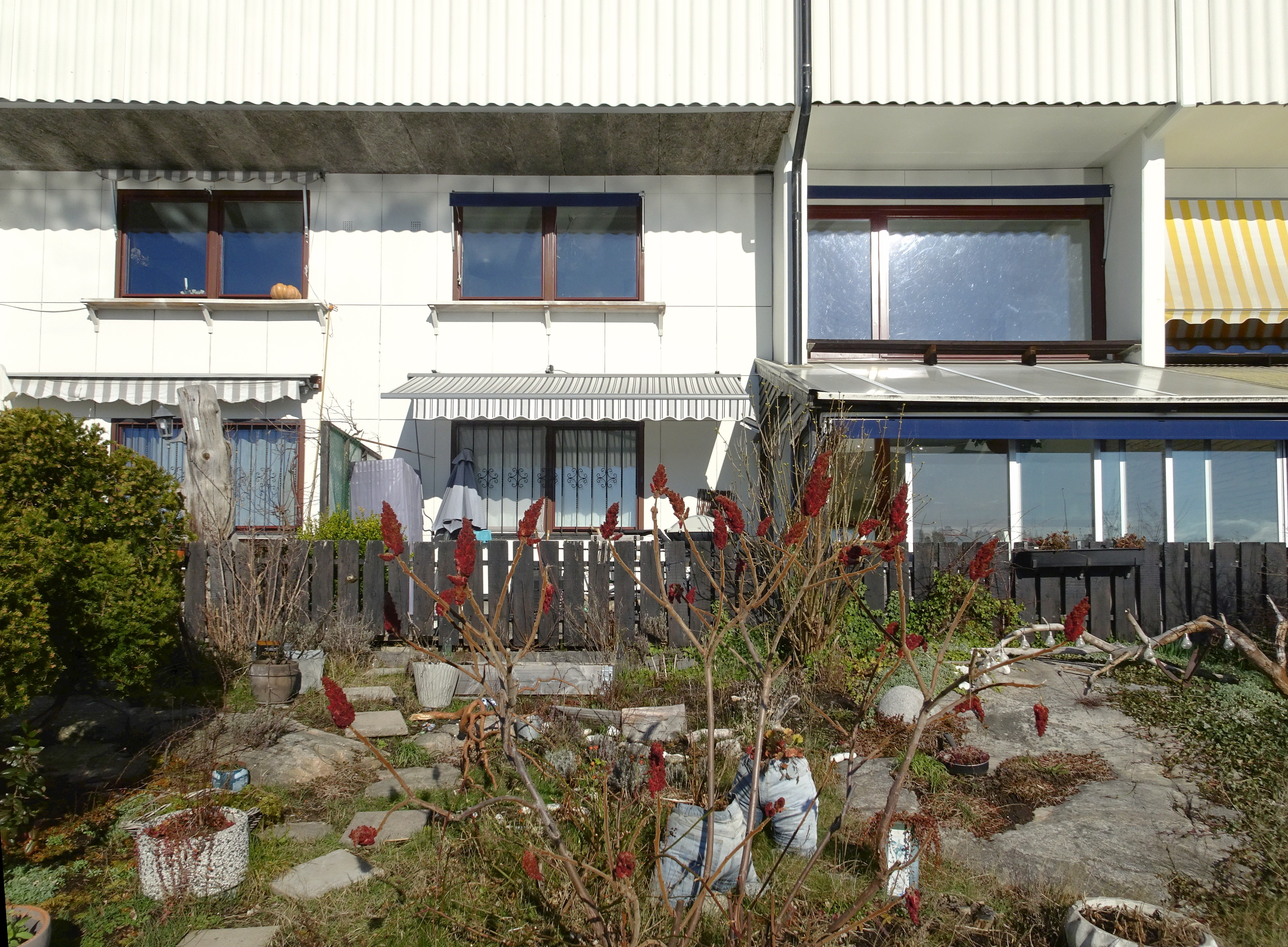
Kvarteret Tornkammaren, ateljévåning.
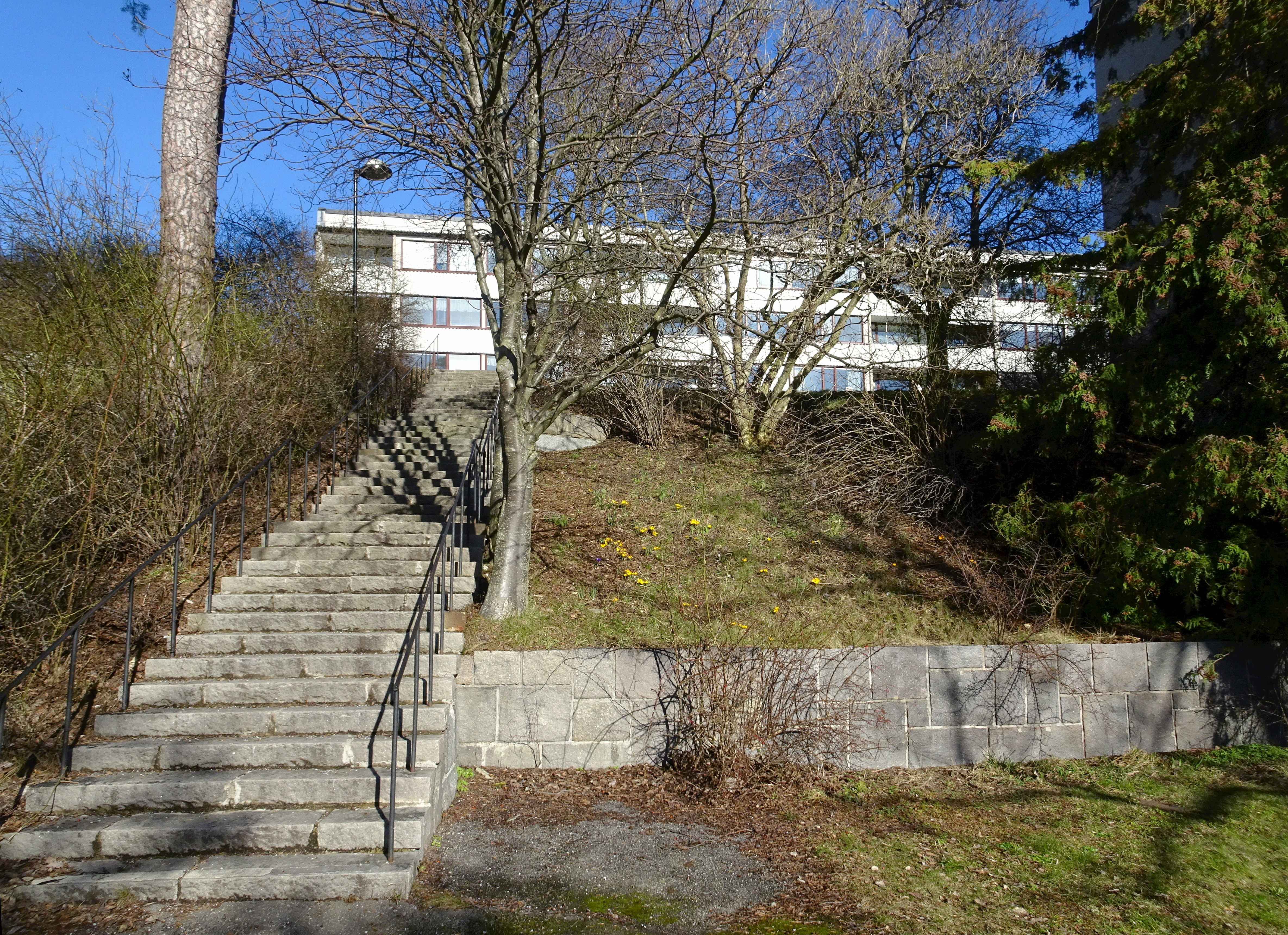
Trappa väster om Kornischen.
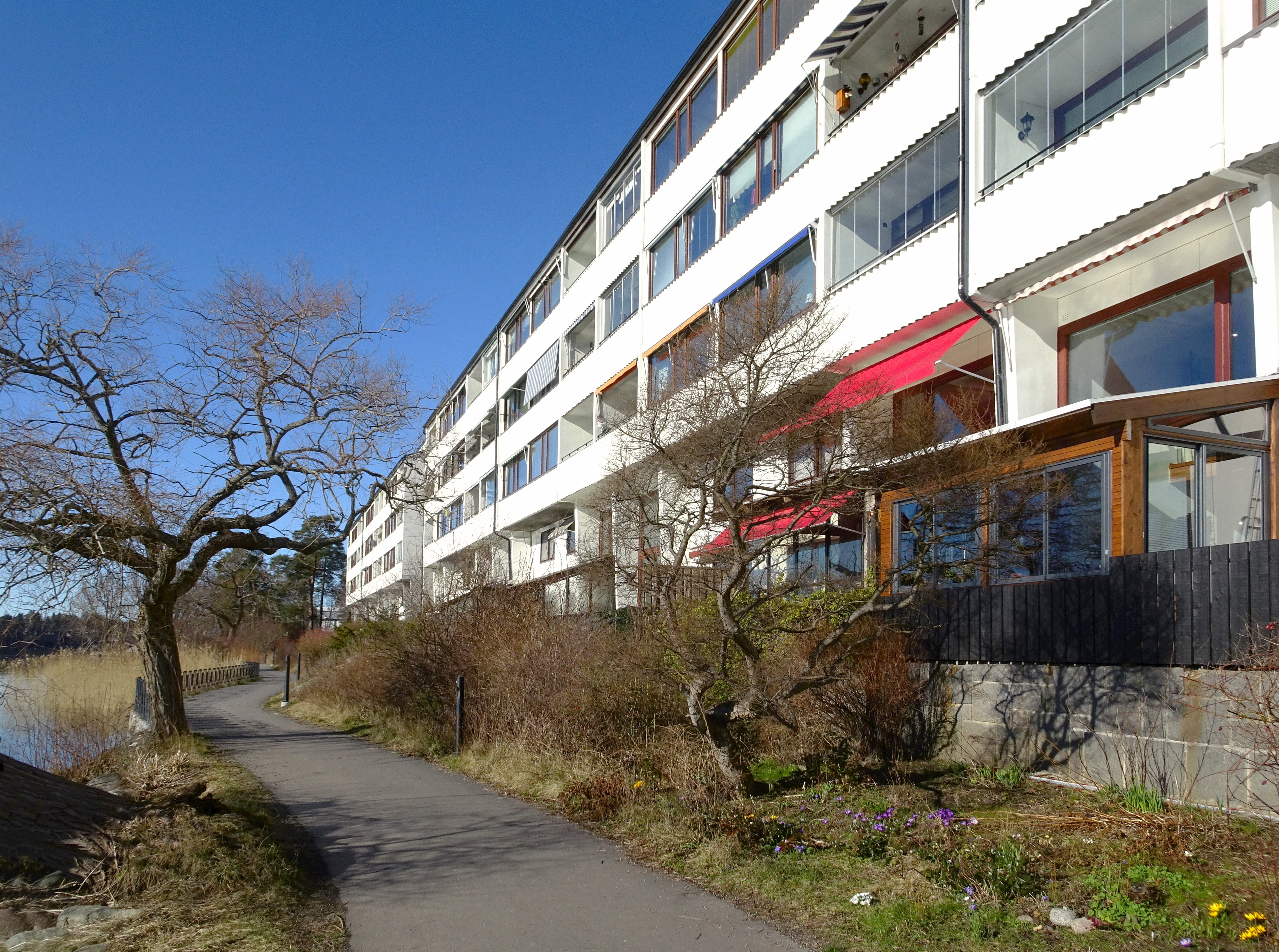
Kvarteret Tornkammaren västerut.

Nutida bilder
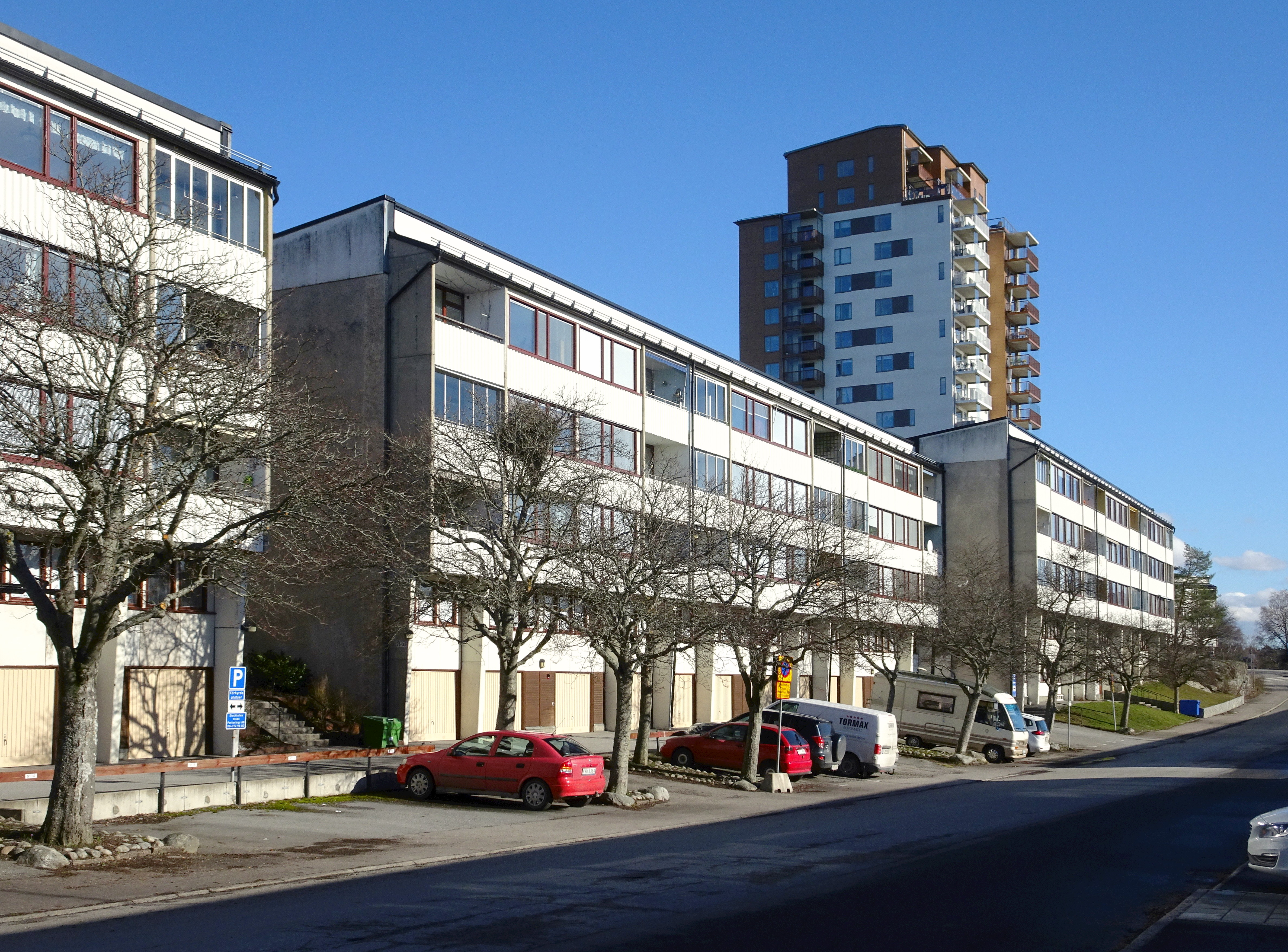
Kvarteret Triglyfen och nya höghuset.
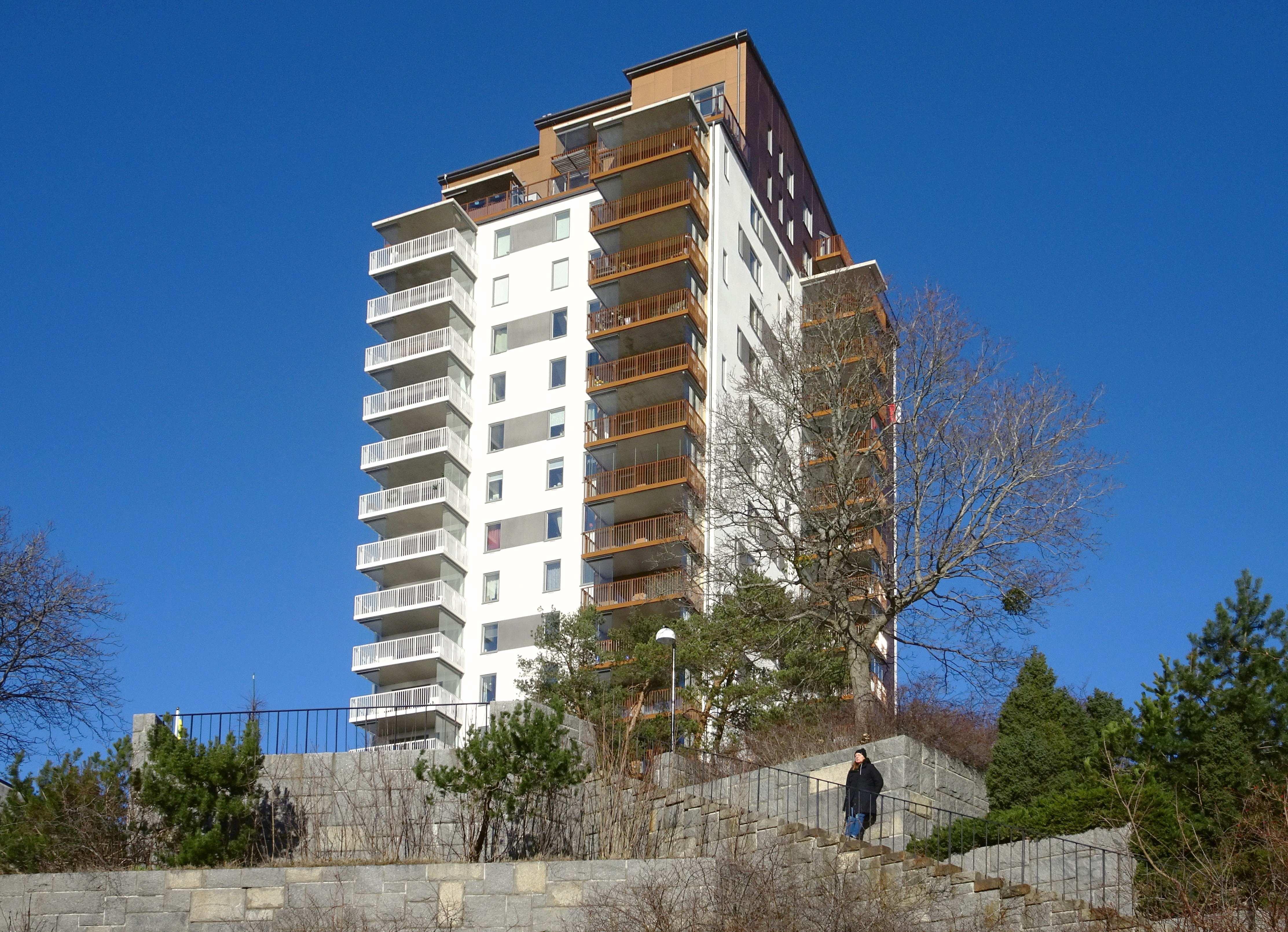
Nya höghuset i kvarteret Triglyfen.
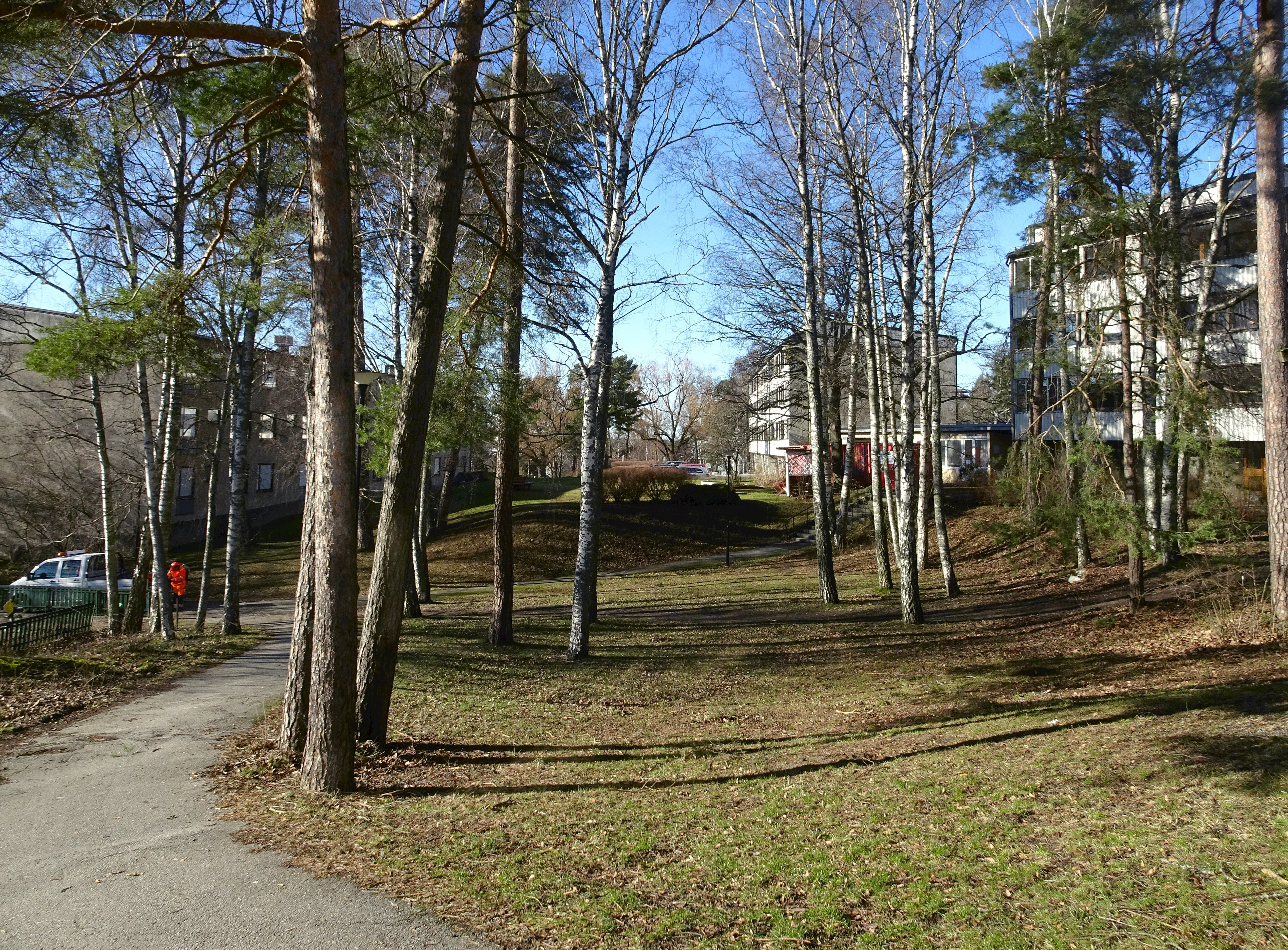
Grönområdet mellan Triglyfens fastigheter.
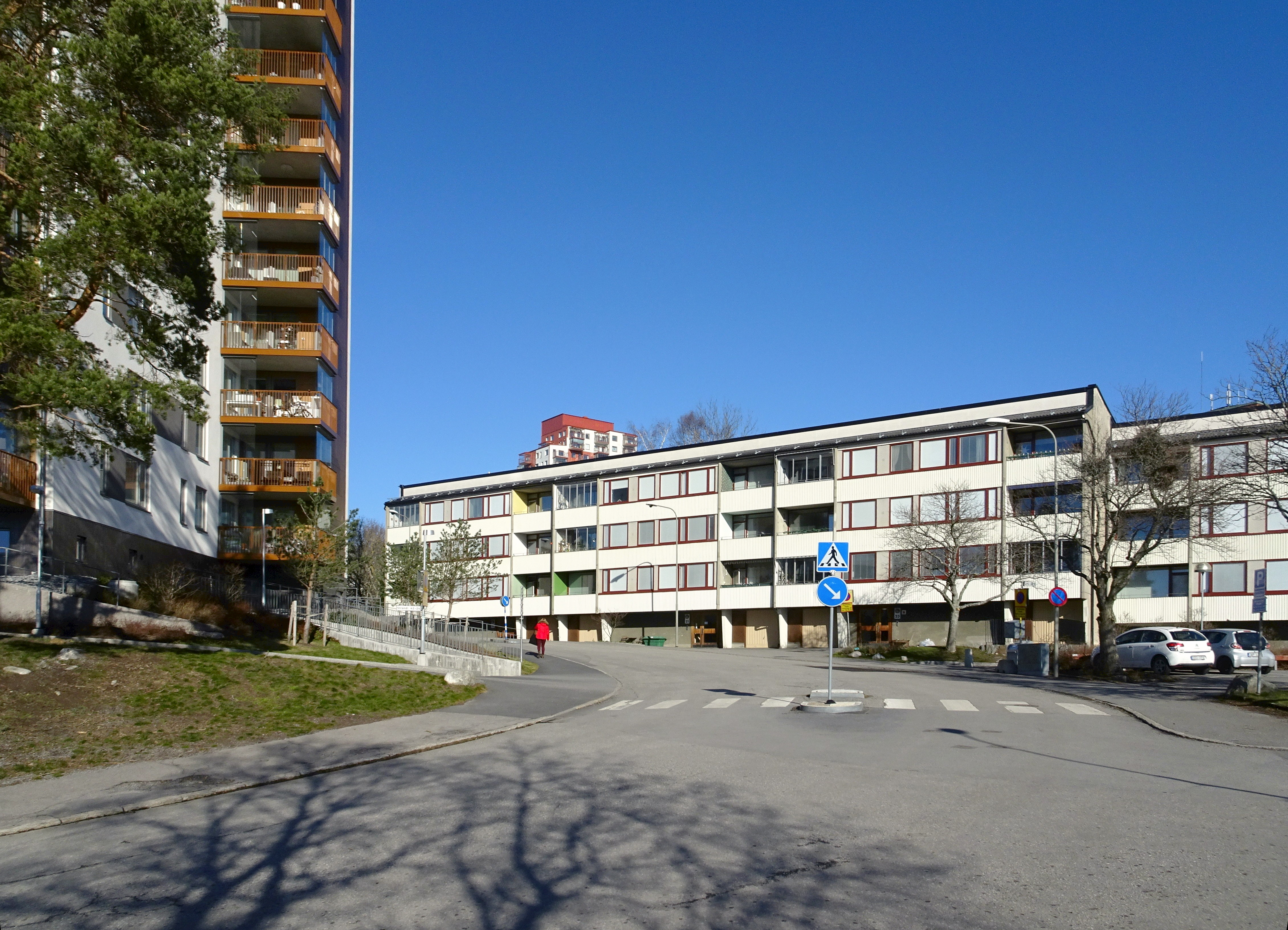
Kvarteret Schackbrädet rakt fram.
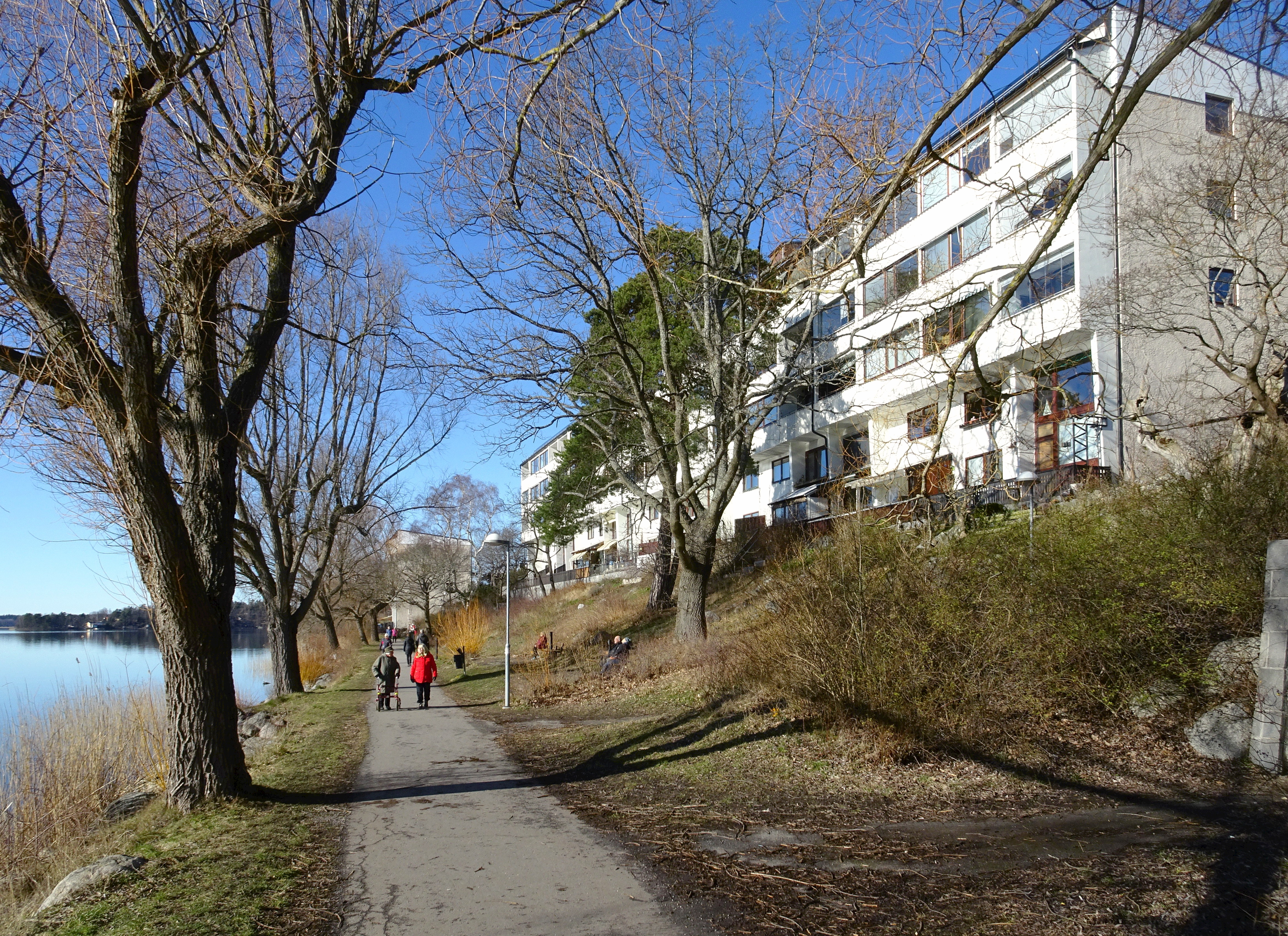
Kvarteret Marmorbordet, västerut.